# Antonin Berruyer

a Compétitions nationales et continentales officielles uniquement.

b Matchs officiels uniquement.
Dernière mise à jour le 29 février 2024.
Antonin Berruyer, né le 8 septembre 1998 à Saint-Martin-d'Hères (Isère), est un joueur français de rugby à XV qui joue principalement au poste de troisième ligne au FC Grenoble.

## Biographie

### Jeunesse et formation
Antonin Berruyer commence le rugby à l'âge de 5 ans, à l'US Vinay puis poursuit sa formation au FC Grenoble à partir de 2012. Il remporte le Champion d'Europe des moins de 18 ans en 2016 avec l'équipe de France. Deux ans plus tard, il remporte le championnat du monde junior en 2018 avec l'équipe de France des moins de 20 ans. Il est titulaire en troisième ligne aux côtés de Cameron Woki et Jordan Joseph lors de la finale qui voit les Bleuets battre l'Angleterre 33 à 15.

### Carrière professionnelle
En août 2017, à 18 ans il dispute son premier match en professionnel avec son club formateur.
Le 6 mars 2019, il est victime d'un accident vasculaire cérébral dans sa chambre du centre de formation du FC Grenoble.
Après deux ans de travail sans garantie de pouvoir rejouer un match de rugby professionnel, il obtient finalement le feu vert médical et fait son retour sur les terrains, tout d'abord lors d'une épreuve de Super Sevens à La Rochelle en août 2021 avec les Barbarians Sevens (Baabaas), puis avec le rugby à XV et la ProD2 lors de la quatrième journée de la saison, à Aurillac. 
Il joue au total 15 matchs lors de la saison et signe son premier contrat professionnel de 3 saisons au FC Grenoble Rugby. 
Durant la saison 2022-2023, son club termine à la deuxième place de la phase régulière du championnat et se qualifie jusqu'en finale où il affronte Oyonnax. Pour ce match, il commence sur le banc des remplaçant avant d'entrer en jeu en seconde période mais le FC Grenoble s'incline sur le score de 14 à 3. 

## Palmarès

### En club
- FC Grenoble
  - Finaliste du Championnat de France de 2e division en 2018, 2023, 2024 et 2025.
  - Vainqueur du Barrage d'accession au Top 14 en 2018.

### En équipe nationale
- France -18
  - Vainqueur du Champion d'Europe des moins de 18 ans en 2016.
- France -20
  - Vainqueur du Tournoi des Six Nations des moins de 20 ans en 2018.
  - Vainqueur de la Coupe du monde des moins de 20 ans en 2018.